# Portugaliæ Monumenta Historica
«Portugaliae Monumenta Historica» (Історичні пам'ятки Португалії), або PMH — збірник джерел з історії Португалії. Створений на зразок німецького збірника «Monumenta Germaniae Historica». Виданий у 1856—1917 роках, в Лісабоні, Лісабонською академією наук. Розділений на чотири частини: Scriptores (автори), Leges et Consuetudines (закони і звичаї), Diplomata et Chartae (дипломи і хартії) та Inquisitiones (дослідження). Перші три частини упорядковані під наглядом португальського історика Алешандре Еркулану до 1873 року; остання — після його смерті, між 1888—1897 роками. Більшість документів стосуються історії середньовіччя ; вони написані середньовічною латиною або старопортугальською. З 1980 року видається нова серія «Portugaliae Monumenta Historica» під головою редакцією Жузе Матозу, що увібрала документи з історії португальської шляхти.

## Зміст

### Scriptores
1
- p. 79–88: Vita Sancti Theotonii (Житіє святого Теотонія)